# Deutscher Kinderkulturpreis
Von 1996 bis 2007 wurde der Deutsche Kinderkulturpreis jährlich vom Deutschen Kinderhilfswerk verliehen. Den Preis erhielten Projekte und Initiativen, die sich um die Kinderkultur in ihren unterschiedlichsten Ausdrucksformen verdient gemacht haben. Mit der Verleihung sollte die Entwicklung einer eigenen kulturellen Identität von Kindern gefördert werden.
Das Preisgeld betrug mindestens 25.000 Euro.

## Übergabeorte
Orte der Preisverleihungen waren renommierte Häuser wie das Prinzregententheater in München, der Berliner Friedrichstadt-Palast, das Berliner Kinder- und Jugendtheater carrousel und das Stella Musical-Theater am Potsdamer Platz in Berlin. Zu der Veranstaltung lud das Deutsche Kinderhilfswerk Kinder und Jugendliche aus Berliner und Brandenburger Kinderheimen ein.

## Kriterien und Ziele
Kinder wollen sich ausprobieren. Sie wollen ihre kreativen Fähigkeiten und Fertigkeiten testen und erweitern. Sie wollen und sollen ihre eigene kulturelle Identität entwickeln. Kinder brauchen das, um selbstbewusst heranzuwachsen, um ihren gleichberechtigten Platz in der Gesellschaft zu finden und sich zu Wort zu melden, wenn es um ihre Belange geht.

## Verleihungen
| Jahr | Verliehen am | Motto                             | Preisgeld                                                         | Verteilung                        | Verliehen an                             | Aus                                                           | Webseite | Verliehen für                                 | Ref.        |
| ---- | ------------ | --------------------------------- | ----------------------------------------------------------------- | --------------------------------- | ---------------------------------------- | ------------------------------------------------------------- | --- | --------------------------------------------- | ----------- |
| 1996 |              |                                   |                                                                   |                                   | Aktion & Kultur mit Kindern (Akki)       | Düsseldorf                                                    | |                                               | [ 2 ]       |
| 1996 |              | Theater Pfütze e. V.              | Nürnberg                                                          |                                   |                                          |                                                               | |                                               | [ 2 ]       |
| 1996 |              | Haus Steinstraße e. V.            | Leipzig                                                           |                                   |                                          |                                                               | |                                               | [ 2 ]       |
| 1996 |              | Theater Waidspeicher              | Erfurt                                                            |                                   |                                          |                                                               | |                                               | [ 2 ]       |
| 1996 |              | Gripstheater                      | Berlin                                                            |                                   |                                          |                                                               | |                                               | [ 2 ]       |
| 1997 |              |                                   |                                                                   |                                   | Die Spielrockband Rumpelstil             | Berlin                                                        | |                                               | [ 2 ] [ 3 ] |
| 1997 |              | Kinderrevue Friedrichstadt-Palast | Berlin                                                            |                                   |                                          |                                                               | |                                               | [ 2 ] [ 3 ] |
| 1997 |              | Kindersonggruppe Piepmätze        | Velver                                                            |                                   |                                          |                                                               | |                                               | [ 2 ] [ 3 ] |
| 1998 | 1. November  |                                   | 80.000 DM                                                         |                                   | Medienwerkstatt                          | Rostock                                                       | |                                               | [ 2 ]       |
| 1998 | 1. November  |                                   | 80.000 DM                                                         | SIN-Studio im Netz e. V.          | München                                  |                                                               | Durch praxisnahe und kritische Arbeit lernten Kinder in spielerischer Form den Umgang mit digitaler Technologie |                                               | [ 2 ]       |
| 1998 | 1. November  | 10.000 DM                         | 80.000 DM                                                         | Museum im Koffer                  | Nürnberg                                 |                                                               | für seine jährlichen rund 600 Einsätze                                                                          |                                               | [ 2 ]       |
| 1998 | 1. November  | 20.000 DM                         | 80.000 DM                                                         | Kinder- und Jugendzirkus Cabuwazi | Berlin                                   |                                                               | |                                               | [ 2 ]       |
| 1998 | 1. November  |                                   | 80.000 DM                                                         | Deutsches Musikschulenorchester   | Bonn                                     |                                                               | |                                               | [ 2 ]       |
| 1999 | 10. Oktober  |                                   |                                                                   |                                   | Blinde Kuh e. V.                         | Hamburg                                                       | | die Suchmaschine Blinde Kuh                   | [ 2 ] [ 4 ] |
| 1999 | 10. Oktober  |                                   | Jeunesses Musicales Deutschland                                   |                                   |                                          | für Brundibár, eine Kinderoper aus dem KZ Theresienstadt      | |                                               | [ 2 ] [ 4 ] |
| 1999 | 10. Oktober  |                                   | Berliner Märchentage                                              | Berlin                            |                                          | für herausragende Leistungen in der Arbeit mit und für Kinder | |                                               | [ 2 ] [ 4 ] |
| 1999 | 10. Oktober  |                                   | Kultur? und Spielraum e. V.                                       |                                   |                                          | für das Projekt Mini?München                                  | |                                               | [ 2 ] [ 4 ] |
| 1999 | 10. Oktober  |                                   | Kinderhorizonte e. V.                                             | Braunschweig                      |                                          |                                                               | |                                               | [ 2 ] [ 4 ] |
| 1999 | 10. Oktober  |                                   | Kulturinsel Einsiedel e. V.                                       | Zentendorf                        |                                          |                                                               | |                                               | [ 2 ] [ 4 ] |
| 2000 | 12. November |                                   |                                                                   |                                   |                                          | Düsseldorf                                                    | | Musikpädagogische Aktionen von Michael Bradke | [ 2 ]       |
| 2000 | 12. November |                                   | JFC Medienzentrum                                                 | Köln                              |                                          |                                                               | |                                               | [ 2 ]       |
| 2000 | 12. November |                                   | Radio Maroni (Kinderradio des Radio Feierwerk)                    | München                           |                                          |                                                               | |                                               | [ 2 ]       |
| 2000 | 12. November |                                   | Mobile Internet-Café Werkstatt Neue Technologien und Kultur e. V. | Berlin                            |                                          |                                                               | |                                               | [ 2 ]       |
| 2000 | 12. November |                                   | Abenteuerspielplatz Riederwald e. V.                              | Frankfurt/Main                    |                                          |                                                               | |                                               | [ 2 ]       |
| 2001 | 19. November | Sinne und Cyber                   | 10.000 Euro                                                       |                                   | Kunstschule Miraculum                    | Aurich                                                        | |                                               | [ 2 ]       |
| 2001 | 19. November | Sinne und Cyber                   | 10.000 Euro                                                       |                                   | Schlesische 27                           | Berlin                                                        | |                                               | [ 2 ]       |
| 2001 | 19. November | Sinne und Cyber                   | 10.000 Euro                                                       |                                   | World Tune                               | Reutlingen                                                    | | Multimediaprojekt                             | [ 2 ]       |
| 2001 | 19. November | Sinne und Cyber                   | 10.000 Euro                                                       |                                   | Rap für Courage                          | Schwerte                                                      | |                                               | [ 2 ]       |
| 2001 | 19. November | Sinne und Cyber                   | 10.000 Euro                                                       |                                   | Medienzille                              | Radebeul                                                      | |                                               | [ 2 ]       |
| 2002 | 23. November | Spielwelten                       | 25.000 Euro                                                       |                                   | Freizeit- und Erholungszentrum Wuhlheide | Berlin                                                        | |                                               | [ 6 ] [ 7 ] |
| 2002 | 23. November | Spielwelten                       | 25.000 Euro                                                       | 5.000 Euro                        | Underground GmbH                         | Frankfurt am Main                                             | | Underground-Junior-Detektiv-Club              | [ 6 ] [ 7 ] |
| 2003 |              |                                   |                                                                   |                                   |                                          |                                                               | |                                               |             |
| 2004 |              |                                   |                                                                   |                                   |                                          |                                                               | |                                               |             |
| 2005 |              |                                   |                                                                   |                                   |                                          |                                                               | |                                               |             |
| 2006 |              |                                   |                                                                   |                                   |                                          |                                                               | |                                               |             |
| 2007 |              |                                   |                                                                   |                                   |                                          |                                                               | |                                               |             |